# Coupe du monde féminine de water-polo 2010
Navigation
Édition précédente
La coupe du monde 2010 est la quinzième édition de la coupe du monde de water-polo féminin, organisée par la Fédération internationale de natation (FINA) et New Zealand Water Polo du 17 au 22 août 2010 à Christchurch, en Nouvelle-Zélande.
Elle est remportée par l'équipe des États-Unis.
Pour la première fois, les sélectionnés sont les trois premiers du dernier championnat du monde de 2009 et cinq invités à raison d'un par continent. Ce système remplace l'invitation des huit premiers du dernier championnat mondial. Cependant, la non participation des équipes africaines et sud-américaines a renforcé la représentation des fédérations européenne et océanienne.
Quatre places qualificatives pour les championnats du monde de 2011 sont en jeu au cours de cette compétition. Les trois premières équipes étant déjà retenues en tant qu'hôte ou par leur résultats en Ligue mondiale 2010, ce sont les équipes arrivées de la quatrième à septième place qui se qualifient.

## Équipes participantes
Sont qualifiées les trois premiers du dernier championnat du monde de 2009 :
- États-Unis,
- Canada,
- Russie,

rejointes par un invité par continent :
- Chine (Asie),
- Grèce (Europe),
- Nouvelle-Zélande (Océanie, pays hôte).

Cependant, l'équipe représentant l'Afrique et l'équipe du Brésil renoncent à participer. La première dont le renoncement était connu avant le tirage au sort du 20 avril 2010 est remplacée en juin par l'équipe d'Australie. Celle-ci est le tenant de la coupe et a été médaille de bronze aux Jeux olympiques de 2008 ; elle n'a pas été initialement sélectionnée pour la coupe 2010 car l'Océanie est représentée par le pays hôte. Le Brésil est remplacée pendant l'été par la Hongrie.

## Tour préliminaire
Le tirage au sort de la compétition a lieu le 20 avril 2010 à Oradea, en Roumanie.
Le classement de chaque groupe détermine les quarts de finale : les premiers rencontrent les quatrièmes de l'autre groupe, les deuxièmes affrontent les troisièmes.

### Groupe A
| Rang | Équipe  | Pts | J | G | N | P | Bp | Bc | Diff |
| ---- | ------- | --- | - | - | - | - | -- | -- | ---- |
| 1    | Chine   | 9   | 3 | 3 | 0 | 0 | 31 | 22 | +9   |
| 2    | Canada  | 6   | 3 | 2 | 0 | 1 | 32 | 22 | +10  |
| 3    | Hongrie | 3   | 3 | 1 | 0 | 2 | 31 | 36 | -5   |
| 4    | Grèce   | 0   | 3 | 0 | 0 | 3 | 21 | 35 | -14  |

| Date    |         | Score |         | Quarts-temps          |
| ------- | ------- | ----- | ------- | --------------------- |
| 17 août | Grèce   | 7-11  | Chine   | 2-1 ; 3-3 ; 1-4 ; 1-3 |
| 17 août | Hongrie | 10-14 | Canada  | 3-4 ; 3-3 ; 4-4 ; 0-3 |
| 18 août | Grèce   | 3-11  | Canada  | 1-5 ; 0-2 ; 1-2       |
| 18 août | Hongrie | 8-11  | Chine   | 1-4 ; 4-2 ; 1-2 ; 2-3 |
| 19 août | Chine   | 9-7   | Canada  | 2-3 ; 4-2 ; 3-2 ; 0-0 |
| 19 août | Grèce   | 11-13 | Hongrie | 4-2 ; 2-4 ; 1-4 ; 4-3 |

### Groupe B
| Rang | Équipe           | Pts | J | G | N | P | Bp | Bc | Diff |
| ---- | ---------------- | --- | - | - | - | - | -- | -- | ---- |
| 1    | Australie        | 9   | 3 | 3 | 0 | 0 | 34 | 17 | +17  |
| 2    | États-Unis       | 6   | 3 | 2 | 0 | 1 | 36 | 25 | +11  |
| 3    | Russie           | 3   | 3 | 1 | 0 | 2 | 31 | 33 | -2   |
| 4    | Nouvelle-Zélande | 0   | 3 | 0 | 0 | 3 | 21 | 47 | -26  |

| Date    |                  | Score |                  | Quarts-temps          |
| ------- | ---------------- | ----- | ---------------- | --------------------- |
| 17 août | États-Unis       | 14-10 | Russie           | 3-1 ; 4-2 ; 4-5 ; 3-2 |
| 17 août | Nouvelle-Zélande | 4-17  | Australie        | 2-4 ; 1-3 ; 0-5 ; 1-5 |
| 18 août | États-Unis       | 5-7   | Australie        | 1-1 ; 0-3 ; 3-1 ; 1-2 |
| 18 août | Nouvelle-Zélande | 9-13  | Russie           | 0-2 ; 3-4 ; 2-3 ; 4-4 |
| 19 août | Russie           | 8-10  | Australie        | 3-0 ; 2-4 ; 2-5 ; 1-1 |
| 19 août | États-Unis       | 17-8  | Nouvelle-Zélande | 3-2 ; 3-0 ; 6-1 ; 5-5 |

## Phase finale

### Quarts de finale
| Date    |         | Score |                  | Quarts-temps          |
| ------- | ------- | ----- | ---------------- | --------------------- |
| 20 août | Canada  | 11-12 | Russie           | 5-4 ; 2-3 ; 2-2 ; 2-3 |
| 20 août | Hongrie | 5-10  | États-Unis       | 0-2 ; 2-1 ; 2-4 ; 1-3 |
| 20 août | Grèce   | 7-11  | Australie        | 2-2 ; 1-2 ; 2-4 ; 2-3 |
| 20 août | Chine   | 10-3  | Nouvelle-Zélande | 3-0 ; 3-0 ; 2-1 ; 3-2 |

### Demi-finales
| Date    |            | Score |           | Quarts-temps          |
| ------- | ---------- | ----- | --------- | --------------------- |
| 21 août | Russie     | 10-11 | Australie | 2-2 ; 3-4 ; 3-3 ; 2-2 |
| 21 août | États-Unis | 10-9  | Chine     | 3-1 ; 3-3 ; 2-2 ; 2-3 |

### Finales
La phase finale comprend le seul match se terminant par un score d'égalité dans cette compétition. En cas d'égalité, les équipes jouent une prolongation (« P »), suivie, si nécessaire d'une séance de cinq tirs au but (« T »).
| Date                  |           | Score         |                  | Quarts-temps                                  |
| Finale                | Finale    | Finale        | Finale           | Finale                                        |
| --------------------- | --------- | ------------- | ---------------- | --------------------------------------------- |
| 22 août               | Australie | 3-6           | États-Unis       | 0-3 ; 0-3 ; 2-0 ; 1-0                         |
| Matches de classement |           |               |                  |                                               |
| 22 août 3e/4e         | Russie    | 9-11          | Chine            | 1-3 ; 2-3 ; 3-5 ; 3-0                         |
| 21 août               | Canada    | 13-12         | Grèce            | 4-5 ; 2-2 ; 2-3 ; 5-2                         |
| 21 août               | Hongrie   | 11-4          | Nouvelle-Zélande | 3-0 ; 2-1 ; 4-1 ; 2-2                         |
| 22 août 5e/6e         | Canada    | 18-16 (10-10) | Hongrie          | 5-3 ; 1-2 ; 2-2 ; 2-3 P : 1-2 ; 2-1 - T : 5-3 |
| 22 août 7e/8e         | Grèce     | 16-8          | Nouvelle-Zélande | 4-4 ; 5-1 ; 4-0 ; 3-3                         |

## Bilan

### Classement final
|   | Équipes          |
| - | ---------------- |
| 1 | États-Unis       |
| 2 | Australie        |
| 3 | Chine            |
| 4 | Russie           |
| 5 | Canada           |
| 6 | Hongrie          |
| 7 | Grèce            |
| 8 | Nouvelle-Zélande |

### Honneurs
Au terme de la compétition, la meilleure joueuse est Gemma Beadsworth de l'équipe d'Australie, la meilleure gardienne de but Jun Yang de l'équipe de Chine et la meilleure marqueuse Gao Ao, également de l'équipe chinoise, qui a inscrit seize buts pendant la coupe du monde.
L'équipe idéale serait composée de Gemma Beadsworth (Australie), des Gao Ao et Yan Jun (Chine), de Kami Craig (États-Unis), de Joelle Bekhazi (Canada), Agnes Valkai (Hongrie) et Sofya Konukh (Russie).

## Sources et références
- [PDF] Tirage au sort de la phase finale de la coupe du monde de water-polo, Fédération internationale de natation, 20 avril 2010 ; page consultée le 23 avril 2010.

1. ↑  [PDF] « Shanghai 2011 - Registration and Qualification of Competitors  », Fédération internationale de natation, ; page consultée le 28 décembre 2010.
2. ↑  Wolfgang Philipps « USA-Russia clash in World Cup Prelims – Australia back in action? », Waterpolo World, 21 avril 2010.
3. ↑  « Aussie Stingers to defend World Cup crown », Australian Water Polo, 9 juin 2010.
4. 1 2 3 4 5 6  Waterpolo Development World.
5. ↑  Résumé du match, sportsground.co.nz ; page consultée le 23 août 2010.
6. ↑  Résumé du match, sportsground.co.nz ; page consultée le 23 août 2010.
7. ↑  Résumé du match, sportsground.co.nz ; page consultée le 23 août 2010.
8. ↑  Résumé du match, sportsground.co.nz ; page consultée le 23 août 2010.
9. ↑  Résumé du match, sportsground.co.nz ; page consultée le 23 août 2010.
10. ↑  Résumé du match, sportsground.co.nz ; page consultée le 23 août 2010.
11. ↑  Résumé du match, sportsground.co.nz ; page consultée le 23 août 2010.
12. ↑  Résumé du match, sportsground.co.nz ; page consultée le 23 août 2010.
13. ↑  Résumé du match, sportsground.co.nz ; page consultée le 23 août 2010.
14. ↑  Résumé du match, sportsground.co.nz ; page consultée le 23 août 2010.
15. ↑  Résumé du match, sportsground.co.nz ; page consultée le 23 août 2010.
16. ↑  Résumé du match n°12, Australian Water Polo ; page consultée le 24 août 2010.
17. ↑  Résumé du match, sportsground.co.nz ; page consultée le 24 août 2010.
18. ↑  Résumé du match, sportsground.co.nz ; page consultée le 24 août 2010.
19. ↑  Résumé du match, sportsground.co.nz ; page consultée le 24 août 2010.
20. ↑  Résumé du match, sportsground.co.nz ; page consultée le 24 août 2010.
21. ↑  Résumé du match, sportsground.co.nz, [22 août 2010] ; page consultée le 22 août 2010.
22. ↑  Résumé du match, sportsground.co.nz ; page consultée le 25 août 2010.
23. ↑  Résumé du match, sportsground.co.nz ; page consultée le 25 août 2010.
24. ↑  Résumé du match, sportsground.co.nz ; page consultée le 25 août 2010.
25. ↑  Résumé du match, sportsground.co.nz ; page consultée le 25 août 2010.
26. ↑  Résumé du match, sportsground.co.nz ; page consultée le 25 août 2010.
27. 1 2  « Final results » sur le site officiel de la compétition ; page consultée le 23 août 2010.
28. ↑  « Cannonieri », Waterpolo Development World ; page consultée le 23 août 2010.